# Tephraciura
Tephraciura är ett släkte av tvåvingar. Tephraciura ingår i familjen borrflugor.
Kladogram enligt Catalogue of Life:
| Tephraciura | \| \| Tephraciura angusta \| \| \| \| \| \| Tephraciura basimacula \| \| \| \| \| \| Tephraciura flavimacula \| \| \| \| \| \| Tephraciura latecuneata \| \| \| \| \| \| Tephraciura oborinia \| \| \| \| \| \| Tephraciura pachmarica \| \| \| \| \| \| Tephraciura phantasma \| \| \| \| \| \| Tephraciura semiangusta \| \| \| \| \| \| Tephraciura sphenoptera \| \| \| \| \| \| Tephraciura tulearensis \| \| \| \| |
|             | \| \| Tephraciura angusta \| \| \| \| \| \| Tephraciura basimacula \| \| \| \| \| \| Tephraciura flavimacula \| \| \| \| \| \| Tephraciura latecuneata \| \| \| \| \| \| Tephraciura oborinia \| \| \| \| \| \| Tephraciura pachmarica \| \| \| \| \| \| Tephraciura phantasma \| \| \| \| \| \| Tephraciura semiangusta \| \| \| \| \| \| Tephraciura sphenoptera \| \| \| \| \| \| Tephraciura tulearensis \| \| \| \| |
|             | Tephraciura angusta |
|             | |
|             | Tephraciura basimacula |
|             | |
|             | Tephraciura flavimacula |
|             | |
|             | Tephraciura latecuneata |
|             | |
|             | Tephraciura oborinia |
|             | |
|             | Tephraciura pachmarica |
|             | |
|             | Tephraciura phantasma |
|             | |
|             | Tephraciura semiangusta |
|             | |
|             | Tephraciura sphenoptera |
|             | |
|             | Tephraciura tulearensis |
|             | |